# Emlyn Hughes
Emlyn Walter Hughes (Barrow-in-Furness, 28 agosto 1947 – Sheffield, 9 novembre 2004) è stato un calciatore e allenatore di calcio inglese, di ruolo difensore.
È morto a causa di un tumore cerebrale.

## Caratteristiche tecniche
Abile a giocare anche a centrocampo, il suo piede preferito è stato il destro. Spesso, è andato in sovrapposizione ma, ogni volta che lo ha fatto, ha dovuto passare il pallone alla fine della corsa. È stato comunque un calciatore duttile, che ha giocato in diverse posizioni.
A causa del suo temperamento, è stato costantemente rimproverato dagli arbitri.

## Carriera

### Club
Hughes, figlio di un giocatore di rugby gallese, ha cominciato la carriera come centrocampista nella squadra locale di Barrow-in-Furness, il Barrow. Nel 1964, si è trasferito al Blackpool, dove ha giocato accanto a calciatori come Jimmy Armfield e James Alan Ball. Hughes, inizialmente, è stato schierato come trequartista, ma poi è stato impiegato come interno sinistro di centrocampo, ruolo in cui ha debuttato nel campionato 1965-1966.
Nel 1967, dopo soltanto ventotto apparizioni con la maglia del Blackpool, ha firmato per il Liverpool, in cambio di sessantacinquemila sterline. L'allenatore dei Reds, Bill Shankly, è stato fermato dalla polizia la prima volta che ha condotto il calciatore alla sede del Liverpool e ha dichiarato agli agenti: «Non riconoscete chi c'è in questa automobile? C'è il futuro capitano dell'Inghilterra!»
Ha effettuato il suo debutto nella vittoria per due a uno del Liverpool sullo Stoke City ad Anfield, il 4 marzo 1967. Ha segnato la sua prima rete nella vittoria per sei a zero sul Newcastle United, il 26 agosto dello stesso anno.
Hughes è stato una presenza costante nel centrocampo del Liverpool, in un periodo di transizione per il club. Il Liverpool, nelle prime quattro stagioni con Hughes, non ha vinto nulla. Rimasto nella rosa dopo il cambio generazionale a opera di Shankly, nel 1971, con il Liverpool, ha raggiunto la finale di FA Cup, venendo sconfitto ai tempi supplementari dall'Arsenal per 2-1.
Nel 1973 sono arrivati i primi trofei per Hughes: il Liverpool ha vinto infatti il campionato e la Coppa UEFA. Ha segnato entrambi i gol in una vittoria a Goodison Park contro i rivali cittadini dell'Everton ed è stato nominato capitano dei Reds, dopo che Smart ha pubblicizzato i suoi litigi con Shankly. Come conseguenza, i rapporti tra Smart e Hughes si sono inaspriti.
Al termine del campionato successivo, il Liverpool si è aggiudicato nuovamente l'FA Cup, con una vittoria per 3-0 in finale sul Newcastle. Come capitano, Hughes ha ricevuto il trofeo dalla Principessa Anna. Successivamente, mentre Hughes perdeva il posto da titolare in Nazionale, è rimasto un titolare del Liverpool anche dopo il ritiro del tecnico Shankly, sostituito con Bob Paisley. Nel 1976 i Reds hanno nuovamente vinto il campionato e la Coppa UEFA. Nella stagione successiva il Liverpool ha sfiorato uno storico treble, con la contemporanea vittoria di campionato, FA Cup e Coppa dei Campioni. Infatti, dopo la vittoria nella lega nazionale, i Reds sono stati sconfitti dal Manchester United nella finale di FA Cup. Quattro giorni dopo ha vinto la finale di Coppa dei Campioni a Roma, battendo il Borussia Mönchengladbach. Nello stesso anno, si è aggiudicato il premio per il giocatore dell'anno della FWA.
Nel 1978, Hughes era nella formazione del Liverpool che ha perso contro il Nottingham Forest di Brian Clough la Football League Cup. Anche il campionato è andato al Forest, mentre il Liverpool ha vinto per la seconda vittoria consecutiva la Coppa dei Campioni, arrivata questa volta a Wembley, contro il Bruges. In questo periodo Hughes ha perso il posto da titolare in favore di Alan Hansen, arrivato per centomila sterline dal Partick Thistle. Nel campionato seguente è stato impiegato in 16 partite. Paisley, allora, lo ha lasciato partire e lo ha venduto ai Wolverhampton Wanderers, in cambio di novantamila sterline, nell'agosto 1979. Ha lasciato i Reds dopo 165 partite e 49 reti. Con 59 presenze in Nazionale, tutte guadagnate con la maglia del Liverpool, è stato il calciatore che ha rappresentato di più il club in campo internazionale, finché Ian Rush non ha battuto questo record più di dieci anni dopo.
Ha debuttato per i Wolves il 22 agosto 1979, al Baseball Ground, in una vittoria per 1-0 sul Derby County. Nella prima stagione con loro, Hughes ha vinto la Coppa di Lega (unico trofeo non vinto con la maglia del Liverpool) in un successo per 1-0 sul Nottingham Forest, a Wembley. È stato poi decorato con l'ingresso nell'Ordine dell'Impero Britannico ed è stato protagonista di un documentario nello show televisivo This Is Your Life.
Ha poi lasciato il Wolverhampton nel 1981, quando ha firmato per il Rotherham United, come allenatore-giocatore. Ha giocato anche per l'Hull City e successivamente ne è diventato dirigente. Prima di chiudere la carriera, ha giocato con Mansfield Town e Swansea City.

### Nazionale
In Nazionale fu convocato dal commissario tecnico Alf Ramsey, che lo ha fatto debuttare il 5 novembre 1969 in un'amichevole contro i Paesi Bassi disputata ad Amsterdam. In quella partita è stato impiegato da terzino sinistro e l'Inghilterra ha vinto 1-0. Nelle gare successive è stato utilizzato nella stessa posizione. Ha segnato la sua unica rete in Nazionale contro il Galles, precisamente il primo gol nella vittoria per 3-0 degli inglesi nel Torneo Interbritannico a Ninian Park, nel 1972.
Hughes ha partecipato al campionato del mondo 1970, disputati in Messico, dove l'Inghilterra ha cercato di difendere il trofeo vinto quattro anni prima. Il giocatore aveva già rappresentato la squadra in 6 occasioni e ha fatto parte della lista dei 27 preselezionati che hanno partecipato a due sfide contro la Colombia e l'Ecuador, disputate per far abituare la selezione britannica all'altitudine del posto. Hughes non è stato impiegato in nessuna delle due gare, ma è stato comunque convocato. È stato il calciatore più giovane di quella squadra e l'unico del Liverpool.
Hughes è stato l'unico, assieme a Nobby Stiles, a non essere mai impiegato in nessuna partita del campionato mondiale, fino all'eliminazione ai quarti di finale a causa della Germania Ovest. È stata l'unica partecipazione di Hughes ad un Mondiale.
Ha poi continuato a giocare da terzino sinistro per l'Inghilterra, sfiorando la qualificazione alle semifinali del campionato d'Europa 1972; la sua selezione è stata sconfitta nuovamente dalla Germania Ovest.
Dopo i primi trofei con il Liverpool, ha trovato meno fortuna in Nazionale. Ad ottobre 1973, è stato selezionato per la sfida contro la Polonia a Wembley, ossia una sorta di spareggio per la qualificazione al campionato del mondo 1974, visto che una vittoria inglese avrebbe consentito il loro approdo alla fase finale, mentre un altro risultato avrebbe qualificato i polacchi. L'Inghilterra ha dominato tutto l'incontro, ma il portiere polacco Jan Tomaszewski ha sventato tutte le occasioni da rete. Durante un contropiede polacco, soltanto Hughes e il portiere Peter Shilton si sono trovati in difesa. Jan Domarski ha portato così in vantaggio la Polonia. La Nazionale inglese ha poi pareggiato il conto con un calcio di rigore di Allan Clarke, ma non ha
trovato la rete del vantaggio. Sei mesi dopo Ramsey è stato licenziato.
Hughes è stato poi nominato capitano della Nazionale, succedendo così a Bobby Moore, nominato tale da Joe Mercer. Hughes ha guidato la squadra per la prima volta l'11 maggio 1974, in una vittoria contro il Galles, a Cardiff. Ha capitanato l'Inghilterra per ognuno dei sette incontri con Mercer come allenatore e inizialmente ha mantenuto la fascia anche con l'arrivo di Don Revie. Dopo le prime due gare di qualificazione al campionato d'Europa 1976, Revie ha tolto il posto da titolare a Hughes e ha nominato Alan Ball come capitano. Nel 1975 ha effettuato solo due apparizioni in Nazionale.
L'anno successivo è cominciato con una convocazione in Nazionale, per giocare le qualificazioni al campionato del mondo 1978, ma non gli è stata assegnata la fascia da capitano, nel frattempo passata al compagno di squadra al Liverpool Kevin Keegan.
Revie ha selezionato Hughes per altre partite, nella prima parte del 1977, nel periodo in cui il Liverpool ha sfiorato il treble. Il commissario tecnico ha dato la fascia da capitano a Hughes per la sfida contro la Scozia, in cui Keegan non era disponibile, e lo ha selezionato nella squadra che ha effettuato il tour in Sud America quella estate. Proprio durante il tour, Revie è stato sostituito alla guida della Nazionale da Ron Greenwood, che ha rinominato Hughes capitano. Il difensore ha poi festeggiato la cinquantesima presenza in Nazionale con una vittoria sull'Italia a Wembley, sul finire del 1977.
Anche dopo aver abbandonato il Liverpool, ha continuato a giocare per l'Inghilterra. Ha giocato sporadicamente durante la vittoriosa campagna di qualificazione al campionato d'Europa 1980 e ha capitanato la squadra nel pareggio per 1-1 contro l'Irlanda del Nord nel Torneo Interbritannico. La sua ultima partita è stata contro la Scozia, in cui l'Inghilterra è riuscita a vincere.
Greenwood lo ha poi inserito nella squadra finale che ha partecipato agli Europei, ma non è mai sceso in campo e gli inglesi sono stati eliminati nella fase a gironi. È stato il quarto giocatore a rappresentare l'Inghilterra in tre decenni diversi, assieme a Jesse Pennington, Stanley Matthews e Bobby Charlton.

## Palmarès

### Giocatore

#### Club

##### Competizioni nazionali
- Campionato inglese: 4

Liverpool: 1972-1973, 1975-1976, 1976-1977, 1978-1979
- Coppa d'Inghilterra: 1

Liverpool: 1973-1974
- Charity Shield: 3

Liverpool: 1974, 1976, 1977
- Coppa di Lega inglese: 1

Wolverhampton Wanderers: 1979-1980

##### Competizioni internazionali
- Coppa UEFA: 2

Liverpool: 1972-1973, 1975-1976
- Coppa dei Campioni: 2

Liverpool: 1976-1977, 1977-1978
- Supercoppa UEFA: 1

Liverpool: 1977

#### Individuale
- Giocatore dell'anno della FWA: 1

1977